# Niña Weijers

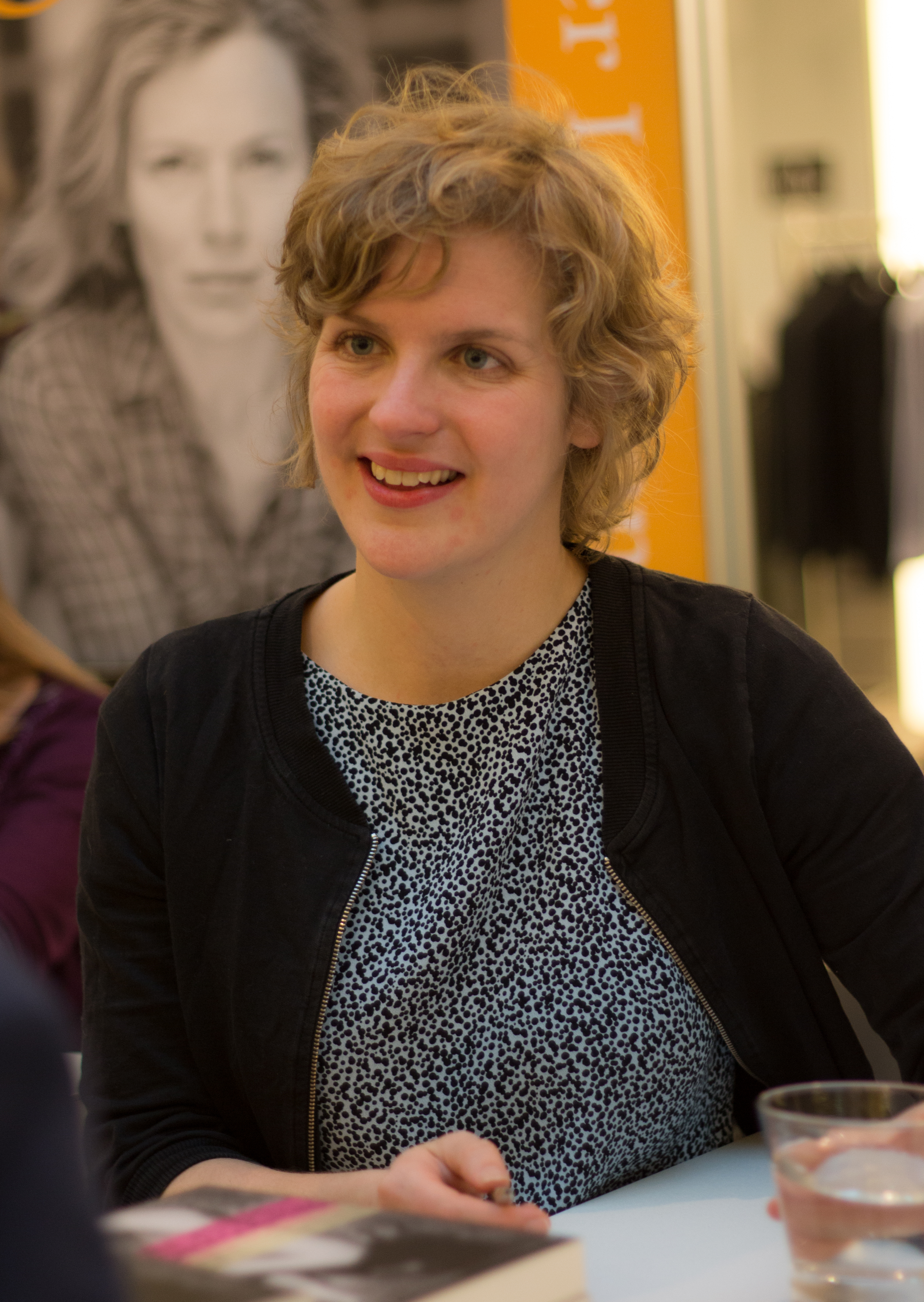
Niña Weijers, Fest der Literatur 2015

Niña Weijers (* 1987 in Nijmegen) ist eine niederländische Schriftstellerin und Journalistin.

## Biografie
Niña Weijers studierte Literaturwissenschaften in Amsterdam und Dublin. Sie debütierte mit Essays und Kurzgeschichten in verschiedenen literarischen Zeitschriften (u. a. in Gonzo, De Optimist und nrc.next). 2010 gewann sie den niederländischsprachigen Schreibwettbewerb Write Now! Von Herbst 2013 bis Frühjahr 2014 präsentierte Weijers zusammen mit der Philosophin Simone van Saarloos die monatliche Talkshow Weijers & Van Saarloos - de seksistische talkshow. Mit ihrem im Mai 2014 erschienenen Debütroman De Consequenties (deutsch: Die Konsequenzen, Suhrkamp-Verlag 2016) gewann Weijers mehrere Literaturpreise. Dieser Roman wurde ins Deutsche, Französische, Englische und Tschechische übersetzt. Für De Groene Amsterdammer schreibt sie seit Oktober 2014 im Wechsel mit Christiaan Weijts eine Kolumne und rezensiert Bücher. Sie ist darüber hinaus als Redakteurin bei De Gids tätig. Ende 2014 verbrachte Weijers als erste Schriftstellerin (vor Maartje Wortel) als writer-in-residence zwei Monate in der Jan van Eyck Academie in Maastricht. Vom 1. Mai 2015 an war Weijers für ein Jahr freie Schriftstellerin an der Vrije Universiteit in Amsterdam. Ihr zweiter Roman, Kamers, antikamers, erschien 2019 und wurde seitdem ins Deutsche (Ich. Sie. Die Frau, Suhrkamp-Verlag 2021) und Französische übersetzt. Weijers ist mit dem niederländischen Schriftsteller Arnon Grunberg liiert, 2021 wurde ein gemeinsamer Sohn geboren.

## Werke
- De consequenties, Roman, Verlag Atlas Contact 2014, 287 S., ISBN 978-90-254-4292-7.
- Kamers, antikamers, Roman, Verlag Atlas Contact 2019, 240 S., ISBN 978-90-254-4561-4.

### Werke auf Deutsch
- Die Konsequenzen, Roman (aus dem Niederländischen von Helga van Beuningen), Suhrkamp-Verlag, Frankfurt, 8. August 2016, 359 S., ISBN 978-3-518-42558-9.
- Ich. Sie. Die Frau, Roman (aus dem Niederländischen von Helga van Beuningen), Suhrkamp-Verlag, 2021, 235 S., ISBN 978-3-518-42986-0.

## Auszeichnungen
- 2010: Write Now! Juryprijs van de schrijfwedstrijd[3]
- 2014: Writer-in-Residence in Maastricht (Jan van Eyck Academie)
- 2014: Anton-Wachter-Preis für den besten Debütroman De consequenties[4]
- 2015: De Gouden Boekenuil Leserjurypreis für De consequenties[5]
- 2015: Opzij-Literaturpreis für De consequenties[6]
- 2016: Lucy B. en C.W. van der Hoogtprijs für De consequenties[7]

### Nominierungen
- 2015: Bronzen Uil für De consequenties
- 2015: Libris-Literaturpreis (Shortlist) für De consequenties